# Roselin de l'Atlas
Rhodopechys alienus
Espèce
Statut de conservation UICN

 LC  : Préoccupation mineure
Le Roselin de l'Atlas (Rhodopechys alienus) est une espèce d'oiseaux de la famille des Fringillidae.
Jusqu'en 2006, il était considéré comme une sous-espèce du Roselin à ailes roses (Rhodopechys sanguineus).

## Répartition
Cet oiseau fréquente les montagnes du Maroc et du nord-est de l'Algérie.